# Illes Medes
Illes Medes är öar i Spanien.   De ligger i regionen Katalonien, i den östra delen av landet, 600 km öster om huvudstaden Madrid. Arean är 0,22 kvadratkilometer.
Terrängen på Illes Medes är platt. Öns högsta punkt är 69 meter över havet. Den sträcker sig 0,6 kilometer i nord-sydlig riktning, och 0,7 kilometer i öst-västlig riktning.